# 米尔地区诺伊马克特
米尔地区诺伊马克特是奥地利上奥地利州弗赖施塔特县的一个市镇。总面积46.7平方公里，总人口3019人，人口密度64.6人/平方公里（2005年）。